# VI. Budapester Bezirk
Der VI. Bezirk ist der zweitkleinste Stadtbezirk der ungarischen Hauptstadt Budapest und wird auch als Terézváros (deutsch „Theresienstadt“) bezeichnet. Die durch den Bezirk verlaufende Prachtstraße Andrássy út ist seit 2002 Teil des UNESCO-Welterbes. Theresienstadt ist ein typisches Gründerzeitviertel.

## Lage
Der Bezirk befindet sich im Stadtteil Pest. Im Norden grenzt er an den XIII. Bezirk. Im Nordosten an den XIV. Bezirk, im Südosten an den VII. Bezirk, sowie im Westen an den V. Bezirk. Terézváros wird begrenzt von Dózsa György-Straße, Városligeti fasor, Lövölde-Platz, Király-Straße, Deák Ferenc-Platz, Bajcsy-Zsilinszky-Straße, Nyugati-Platz, Váci-Straße, Lehel-Straße, Bulcsú-Straße und Westbahnhof. Der Bezirk liegt durchschnittlich 103–104 m über dem Meeresspiegel.

## Geschichte
Die Stadtbezirk erhielt am 4. November 1777 zu Ehren von Maria Theresia den Namen Terézváros. Der Anfangs noch fast ausschließlich aus Gutshöfen bestehende Bezirk entwickelte sich im 17. Jahrhundert sprunghaft, sodass seine Einwohnerzahl 1806 die der Bezirke Josephstadt, Franzstadt und Leopoldstadt bei weitem übertraf. 1836 kam es jedoch zu einem verheerenden Hochwasser der Donau, das fast alle Häuser zerstörte. Besonders in Aufschwung geriet die Entwicklung der Terézváros ab 1872, zu Beginn der Gründerzeit. Damals entstand auch die Prachtstraße Andrássy út. Im Folgejahr wurde die Terézváros Teil der aus den bis dahin eigenständigen Städten Buda und Pest entstandenen Stadt Budapest. Zur Millenniumsausstellung 1896 wurde, mit der durch den Bezirk verlaufenden Földalatti, die erste U-Bahn Kontinentaleuropas erbaut. Der Aufschwung des Bezirks endete mit dem Ersten Weltkrieg und der Wirtschaftskrise 1920. Seit der Eingemeindung weiterer Vororte 1950 gehört Terézváros zur Innenstadt von Budapest und ist heute ein etabliertes Handelszentrum.
Seit 2005 ist der VI. Bezirk Partnerbezirk des Berliner Stadtbezirks Mitte. Des Weiteren pflegt Terézváros seit 2015 partnerschaftliche Beziehungen mit der kroatischen Hafenstadt Zadar.

## Persönlichkeiten
- László Hárs (1923–1990), Diplomat und Offizier der Volksrepublik Ungarn

## Galerie

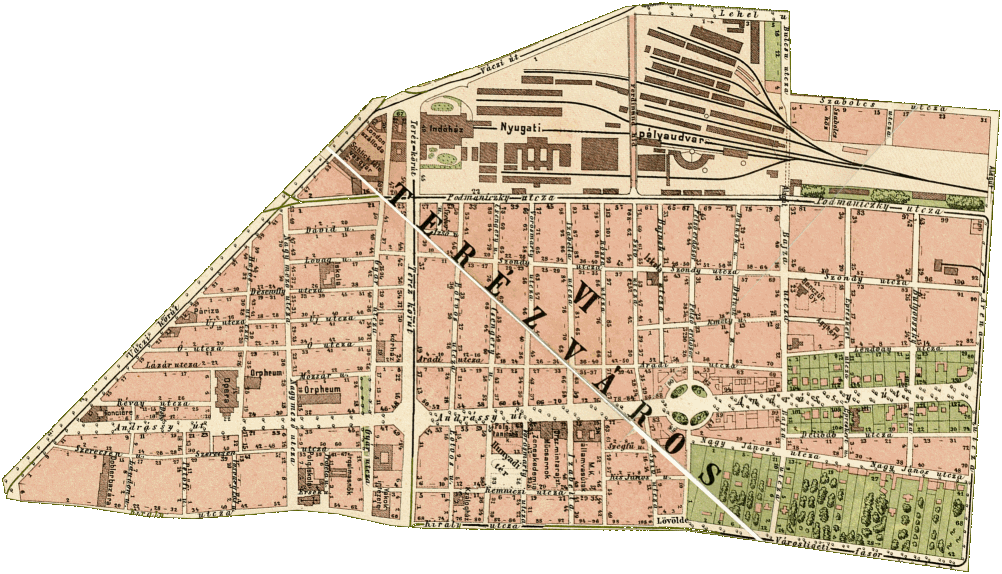
Plan des Bezirks von 1896
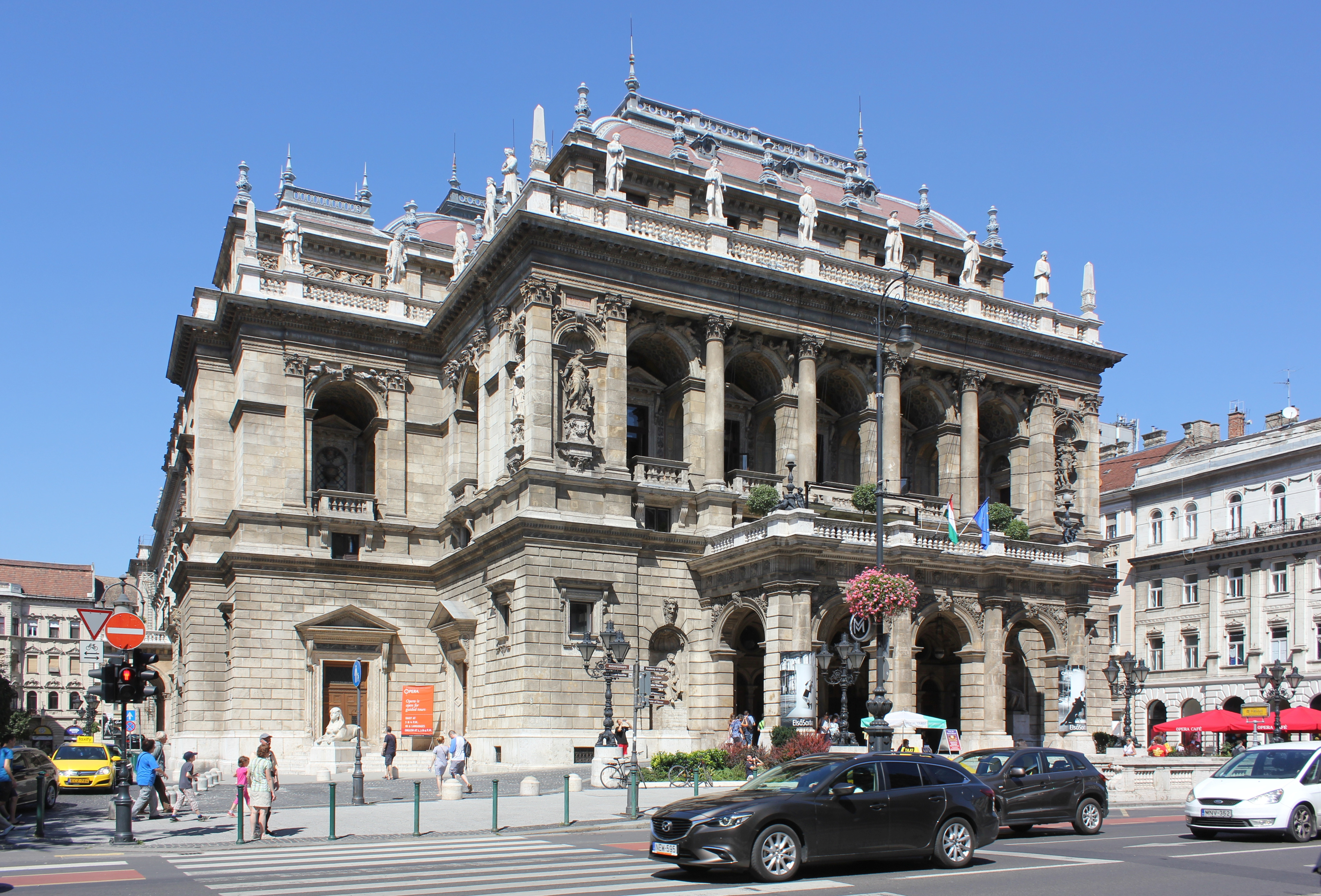
Staatsoper
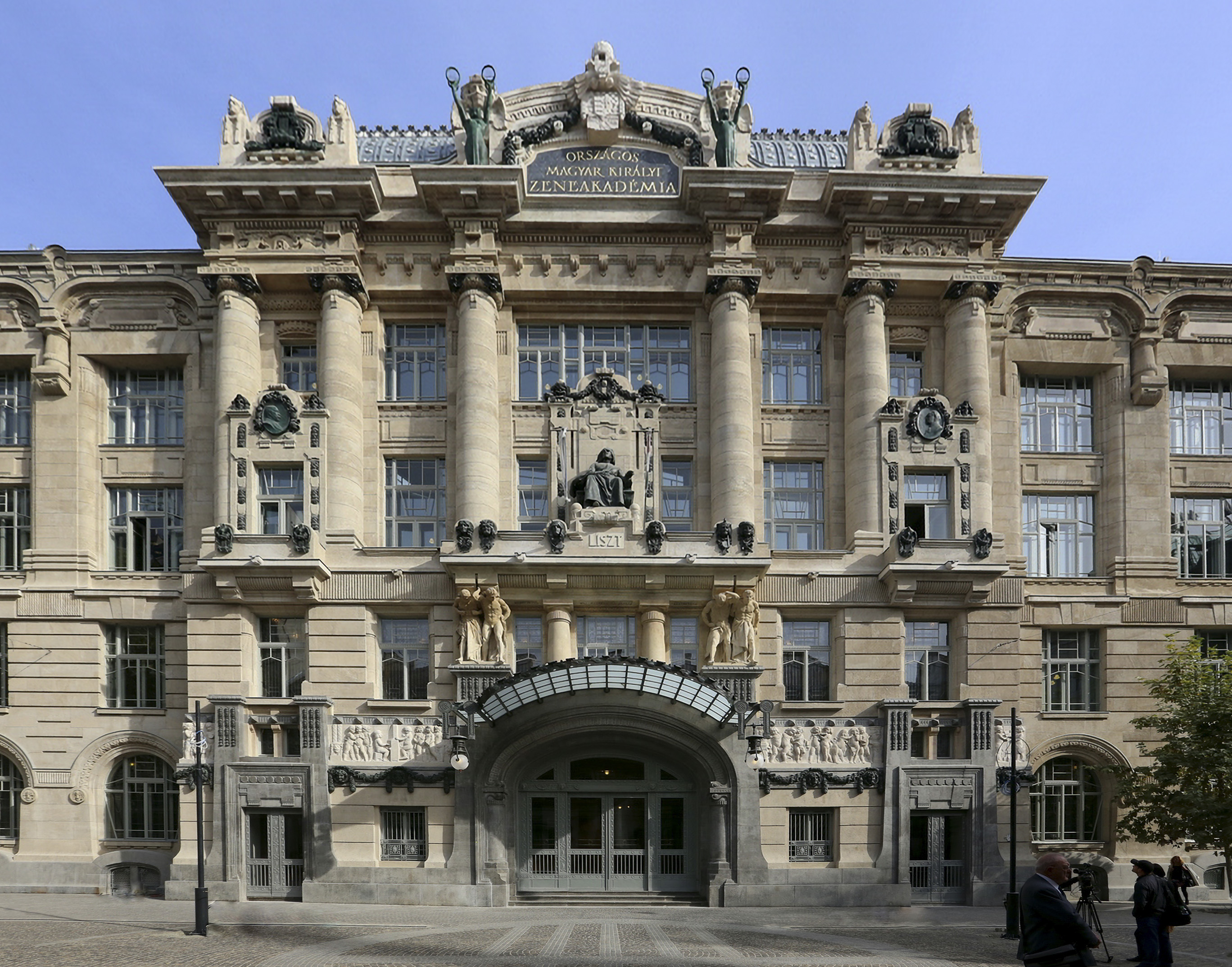
Franz-Liszt-Musikakademie
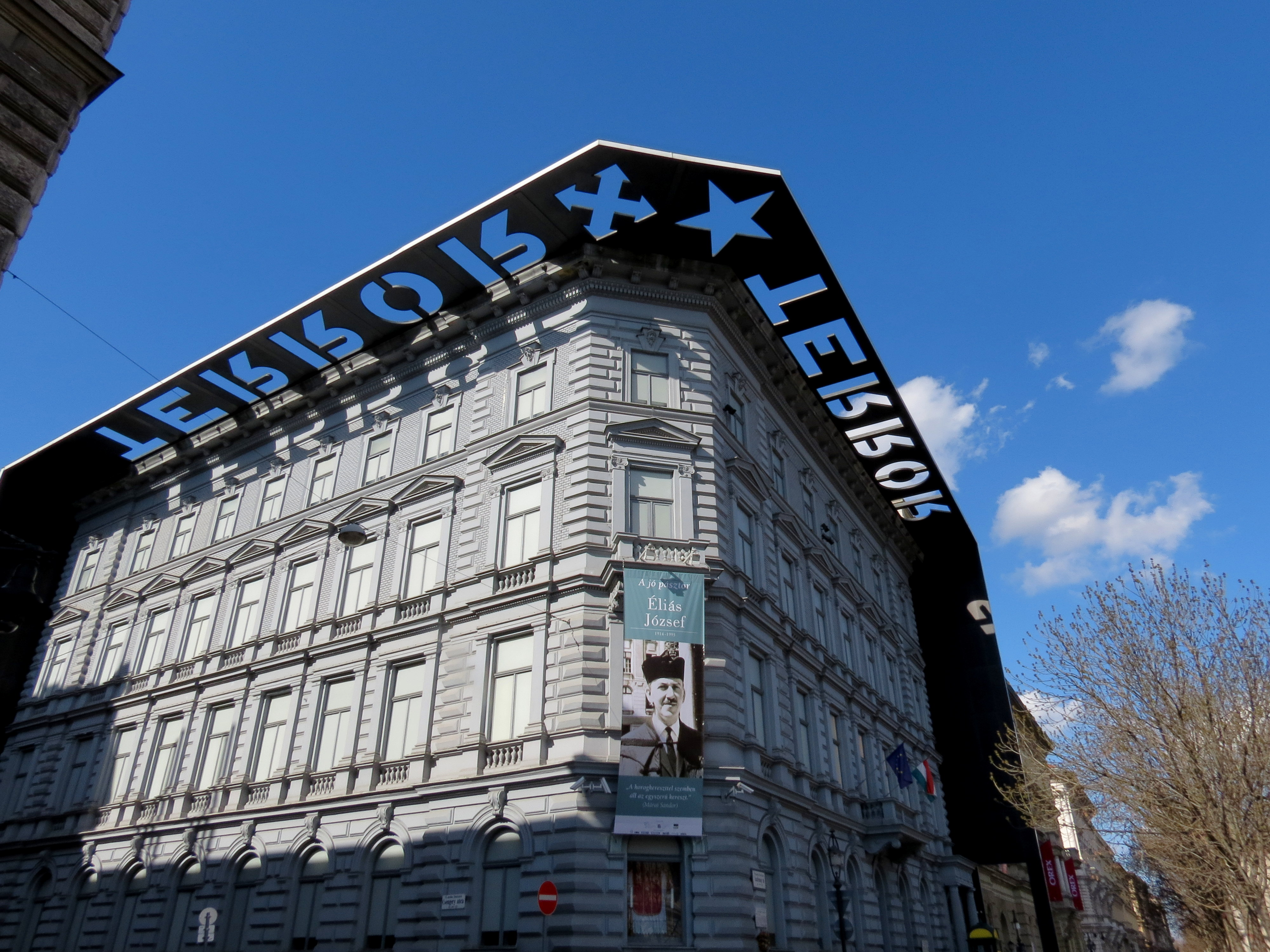
Haus des Terrors
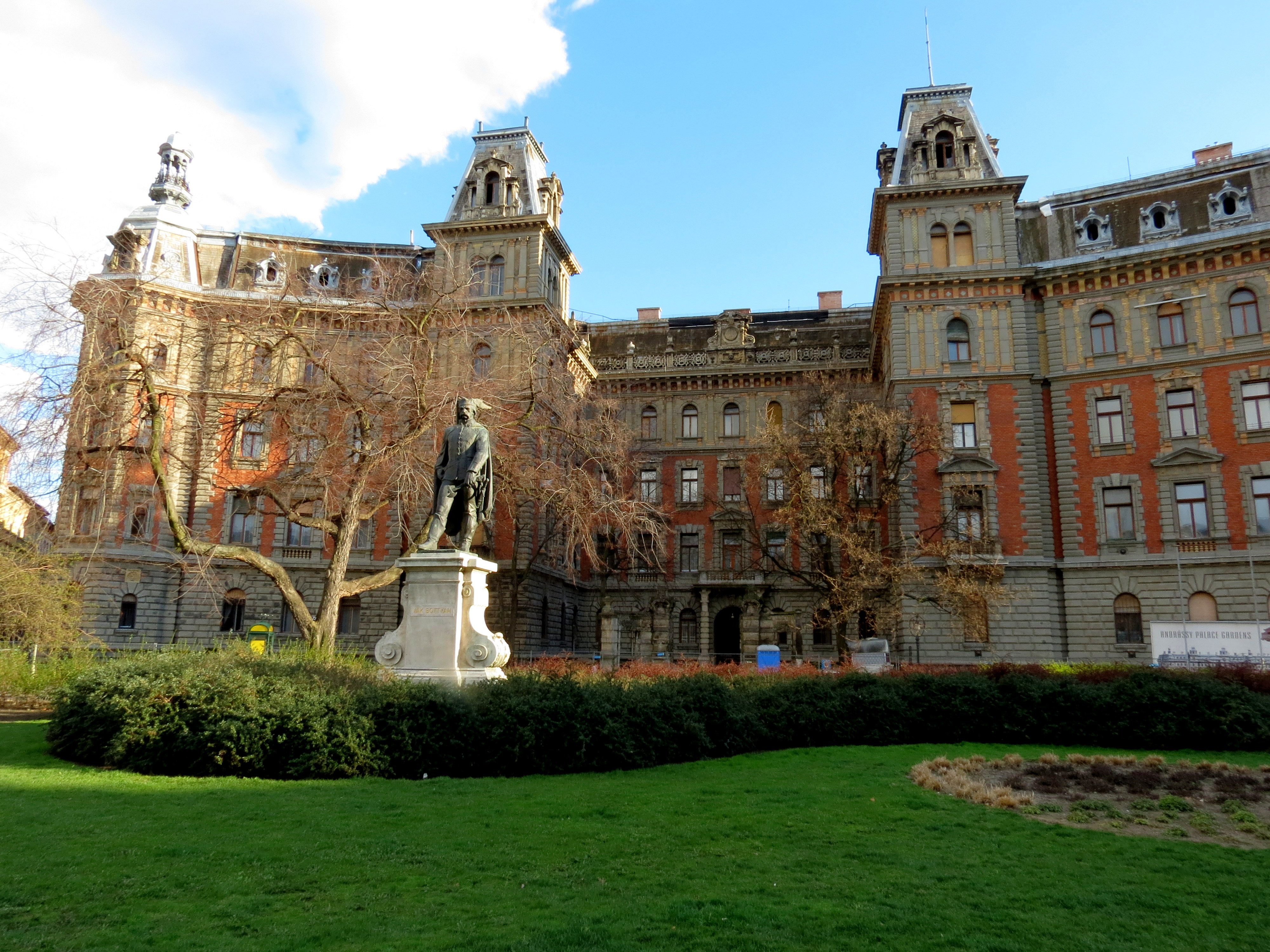
Kodály körönd (Kodályplatz)